# NGC 2505
NGC 2505是位于天猫座的一个星系。它的赤经为 8h 4m，赤纬为 53° 34′。 